# Баушингер, Иоганн
Иоганн Баушингер (11 июня 1834, Нюрнберг — 25 ноября 1893, Мюнхен) — немецкий инженер-механик, специалист по испытанию строительных материалов.
С 1850 года учился в Политехнической школе, с 1853 года — в Мюнхенском университете, где изучал математику, физику, астрономию. Окончив университет в 1857 году, преподавал математику и физику в профессиональной школе в городе Фюрт, затем в гимназии в Мюнхене. В 1865—1868 годах был ассистентом-наблюдателем в обсерватории близ Мюнхена.
В 1868 году Баушингер был приглашён на должность профессора кафедры механики в Мюнхенскую высшую техническую школу. Здесь в 1870 году он организовал лабораторию испытаний материалов, в которой были выполнены важные исследования механических свойств сталей, цементных, деревянных и каменных материалов. Баушингер исследовал влияние температурного воздействия, повторных нагрузок на металлические строительные материалы. Открыл эффект, который назван в его честь эффектом Баушингера. Ему принадлежит ряд учебников.
С целью стандартизации методов строительства и строительных материалов в 1884 году он созвал конференцию-совещание экспертов в Мюнхене, инициировал аналогичную конференцию в Дрездене (1886 год) и международную конференцию в Берлине (1890 год). С 1884 года он был председателем сформированной Мюнхенской конференцией комиссии по стандартизации методик испытаний материалов. На основе этой комиссии в 1896 году была создана Германская ассоциация испытаний материалов.